# 물소고기

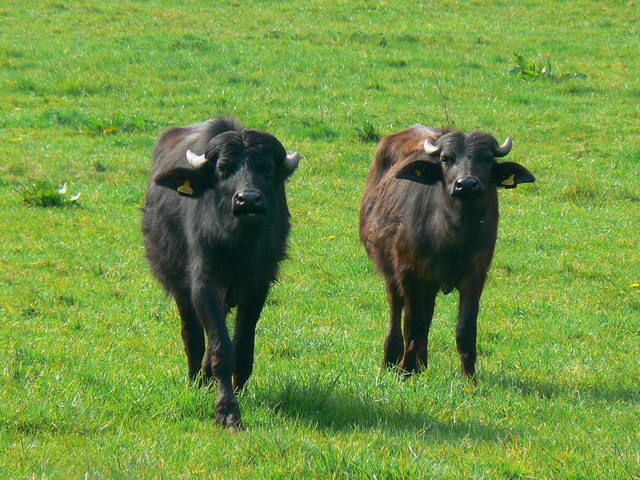
영국의 한 농장의 물소

물소고기(buffalo meat)는 대형 소과 동물인 물소의 고기로, 인도, 파키스탄, 방글라데시, 네팔, 필리핀, 불가리아, 이탈리아, 러시아, 체코, 슬로바키아, 오스트레일리아, 이집트를 포함한 여러 나라에서 우유와 고기를 위해 사육된다.
물소고기는 나라마다 다양한 이름으로 알려져 있다. 일부 지역에서는 붉은 쇠고기 또는 인도와 네팔에서는 버프라고 불린다. 다른 나라에서는 카라비프라고 알려져 있는데, 이는 "카라바오"와 "비프"의 혼성어로, 원래 1970년대 필리핀 영어에서 물소 고기를 구분하기 위해 만들어졌다. 20개월 미만의 물소에서 얻은 고기는 인도에서 파드와, 네팔에서 파도, 파키스탄에서 반스고시라고 불린다. 물소 송아지는 종종 물소 육계라고 불리며 고기를 위해 어릴 때 도축할 목적으로 우유만 먹여 키운다.

## 사회적 중요성
소의 종교적 중요성과 인도와 네팔(그리고 동부 부탄 일부 지역)의 쇠고기 제한으로 인해 물소고기를 쇠고기와 구분할 필요가 있다. 인도와 같은 나라에서는 종교적인 이유로 인구의 상당 부분이 쇠고기(소의 고기)를 먹지 않는다. 많은 인도의 주와 네팔에서는 소 도축이 금지되어 있다.

## 쇠고기와의 차이점
물소는 소과의 일종이지만, 그 고기는 여러 면에서 쇠고기와 다르다. 물소고기는 지방 함량이 낮고, 그 지방은 쇠고기의 노란색-흰색 지방에 비해 우유처럼 하얗다. 물소고기는 색깔이 더 어둡고, 물소는 크기가 더 커서 소보다 뼈가 더 단단하다. 물소고기는 근육 pH가 5.6±0.4로 낮은 반면, 쇠고기 근육은 pH가 6.4±0.7이다. 또한 근육에 아교질 함량이 현저히 적지만, 종간에 근육내 아교질 교차결합 정도는 크게 다르지 않다.

## 생산
물소는 근육 발달이 뛰어나 몸무게가 상당히 많이 나가며, 일부는 미터톤 이상 나간다. 물소의 주요 농업적 용도는 우유를 얻는 것이다. 인도는 물소 수가 가장 많고 우유 생산량이 가장 많으며, 매년 약 5700만 미터톤을 생산한다. 이는 세계 생산량의 67%를 차지한다. 고기를 위해 물소를 도축하는 것은 부차적인 농업적 우선순위이다.
어린 물소의 물소고기는 다른 소고기에 비해 근육 비율이 높고 지방 비율이 낮아 훨씬 더 좋은 품질을 가진다. 가장 품질이 좋은 물소고기는 인도에서 "파드와"라고 알려져 있으며, 24개월 미만의 물소에서 얻는다.
인도는 세계 물소고기 생산량의 약 43%를 차지하며, 우타르프라데시주가 가장 많이 생산하고 안드라프라데시주와 마하라슈트라주가 뒤를 잇는다. 21세기에 인도의 물소고기 생산량은 증가하고 있으며, 2014년 410만 미터톤 CWE(도체 중량)에서 2015년 430만 미터톤 CWE로 증가했다.
미국 농무부에 따르면, 2014-2015 회계년도에 인도의 소비량 추정치는 3.1%와 3.5%에서 각각 210만 미터톤 CWE와 217.5만 미터톤 CWE로 증가할 것으로 예상되었다.

## 물소고기의 품질 매개변수
수세기 동안 물소는 근육 발달이 잘 되어 있어 역축으로 사용되어 왔다. 물소는 일반적으로 거친 사료를 먹으며, 이를 단백질이 풍부한 살코기로 전환한다. 물소는 사료 자원이 부족한 나라에서도 적합하게 사육될 수 있다. 따라서 물소는 일반적으로 볏짚 작물 잔여물을 사용하여 사육되며 사료 비용이 매우 저렴하다. 일부는 30세까지 일할 수 있다.
물소를 24개월까지 사육하고 우유를 먹이면 고기 품질이 우수하다. 물소고기는 살코기이며 단백질이 풍부하고 쇠고기보다 지방이 적다. 이는 건강에 관심 있는 소비자들 사이에서 물소고기에 대한 높은 수요를 창출했다 (데스몬드, 1990). 물소는 소보다 질병에 더 강할 수도 있다. 물소 수소의 영양 요구량은 1.8 kg TDN, 6.6 MCal ME, 0.24 kg DCP, 11 g P 및 14 g Ca이다. 자유롭게 먹고 고농축(75:25) 사료 기반 식단에서 성장률은 610 g/일(사료 효율 7:1)이다. 물소고기의 단백질 함량은 닭고기보다 높으며, 이 때문에 물소고기는 "가난한 사람들의 단백질"이라고도 불린다.
| 특징                       | 물소고기  | 물소고기 육계 |
| -------------------------- | --------- | ------------- |
| 수분 (%)                   | 74–78     | 76.89         |
| 단백질 (%)                 | 20.2–24.2 | 22.46         |
| 지방 (%)                   | 0.9–1.8   | 0.35          |
| 회분 (%)                   | 1.0       | 0.3           |
| 콜레스테롤 (mg %)          | 61        | 빈칸          |
| 100 g당 에너지 (kJ / kcal) | 550 (131) | 480 (114)     |

## 인도의 수출
인도는 세계에서 가장 큰 물소고기 수출국 중 하나이다. 미국 농무부에 따르면 인도는 다음으로 가장 많이 수출하는 브라질을 앞서고 있다. 2015년에 인도는 240만 톤 이상의 물소고기와 관련 제품을 수출했다. 브라질은 200만 톤, 오스트레일리아는 150만 톤을 수출했다. 이 두 나라는 전체 물소고기 수출량의 58.7%를 차지한다. 인도는 세계 물소고기 수출량의 23.5%를 차지한다. 2014 회계연도에 인도의 수출 점유율은 20%였다.
인도 경제 모니터링 센터 (CMIE)에서 얻은 데이터에 따르면 인도의 대부분의 수출은 아시아 국가로 이루어지며, 아시아 국가는 80% 이상을 수입하고 아프리카 국가는 약 15%를 수입한다. 아시아 내에서 베트남은 인도가 수출하는 물소고기의 45%를 수입한다.
인도의 물소고기 수출은 2011년 이후 매년 평균 약 14% 증가하고 있으며 2014년에 48억 달러 이상을 벌어들였다. 작년은 인도가 바스마티 쌀 수출보다 물소고기 수출로 더 많은 수입을 올린 첫 해였다.
농업 전망과 유엔 식량 등 여러 데이터베이스는 인도의 육류 소비가 증가하는 추세를 보이고 있음을 보여준다. 그러나 데이터는 또한 물소고기 소비가 수년에 걸쳐 감소하고 있음을 보여준다. 2014년에는 2000년보다 (-) 44.5% 감소했다. 이러한 소비 감소는 물소고기 가격 상승과 건강에 대한 관심 때문이었다. 같은 기간 닭고기 소비는 31% 증가하여 흰 살코기가 붉은 살코기보다 우선시되고 있음을 보여준다.

## 갤러리

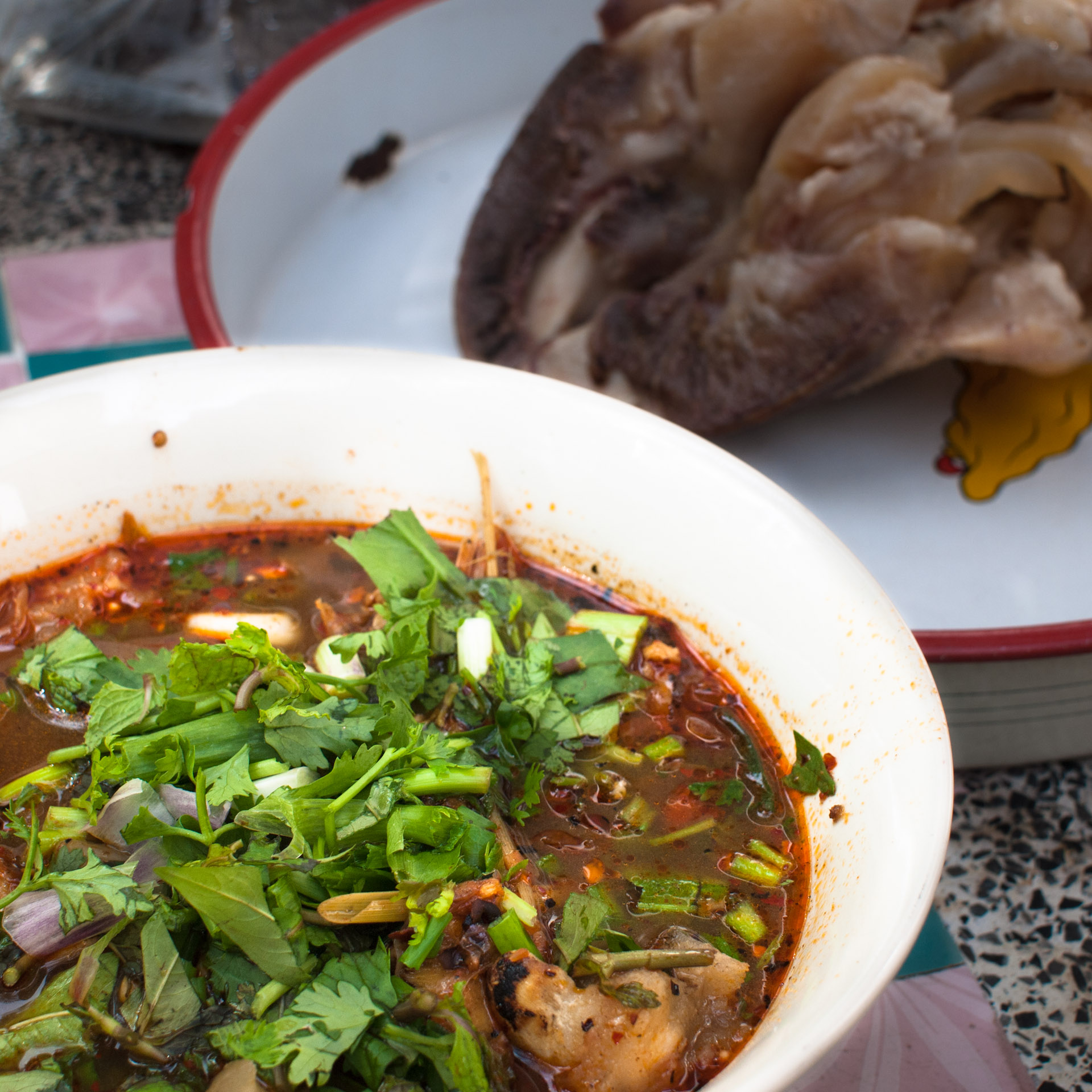
태국 음식 얌 틴 크와이는 물소의 발굽으로 만든 매콤하고 신 태국 북부 국물 요리이다

## 같이 보기
- 비팔로
- 물소 버거
- 수쿠티

## 참고 문헌
- 콘다이아 N (2002). 육류 및 부산물. 축산 핸드북. 3차 개정판. pp. 950–975. 인도 뉴델리: DIPA, ICAR.